# Saint-Germain-de-Lusignan
Saint-Germain-de-Lusignan is een gemeente in het Franse departement Charente-Maritime (regio Nouvelle-Aquitaine). De plaats maakt deel uit van het arrondissement Jonzac. Saint-Germain-de-Lusignan telde op 1 januari 2022 1.298 inwoners.

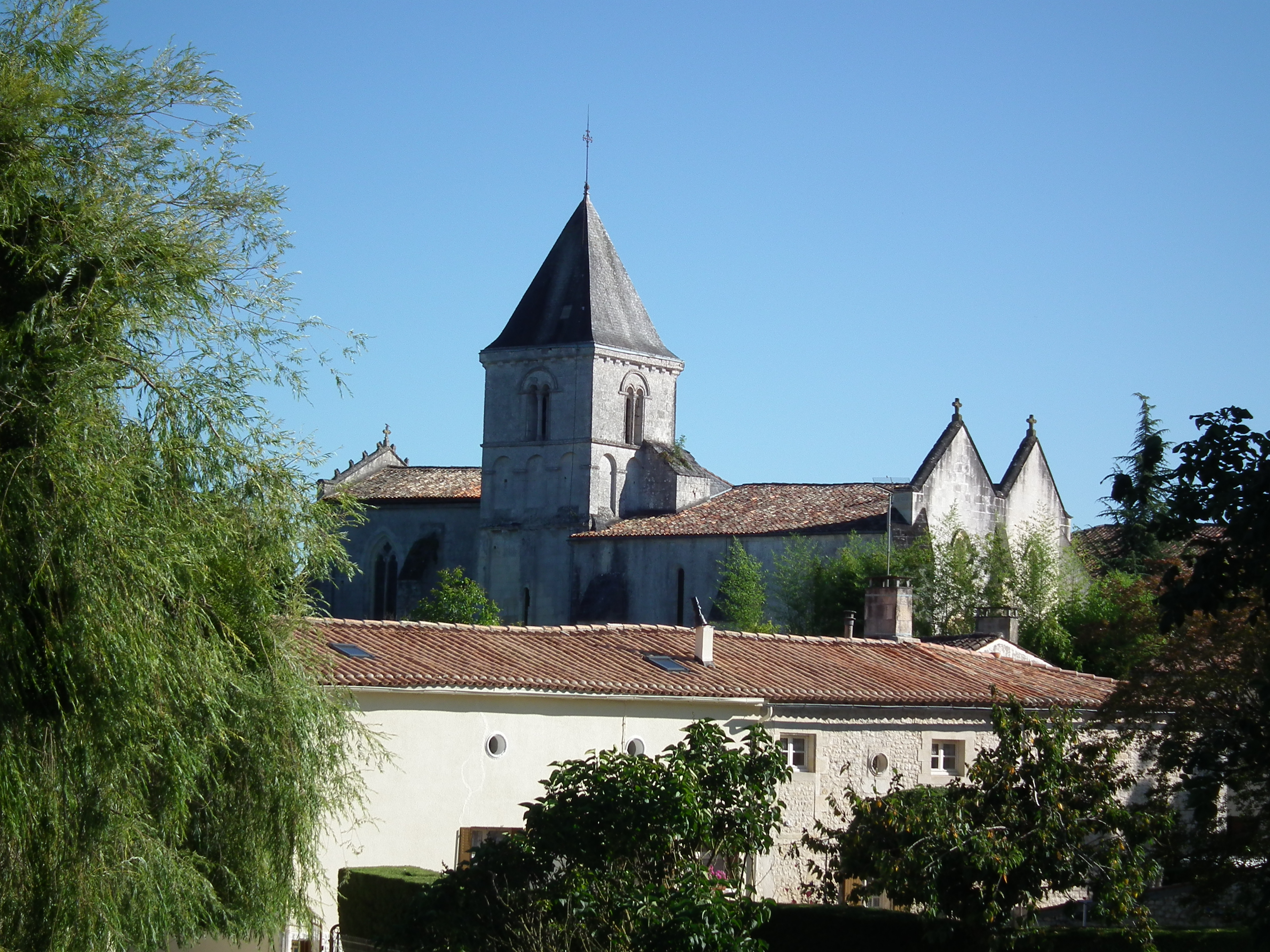
Saint-Germain-de-Lusignan
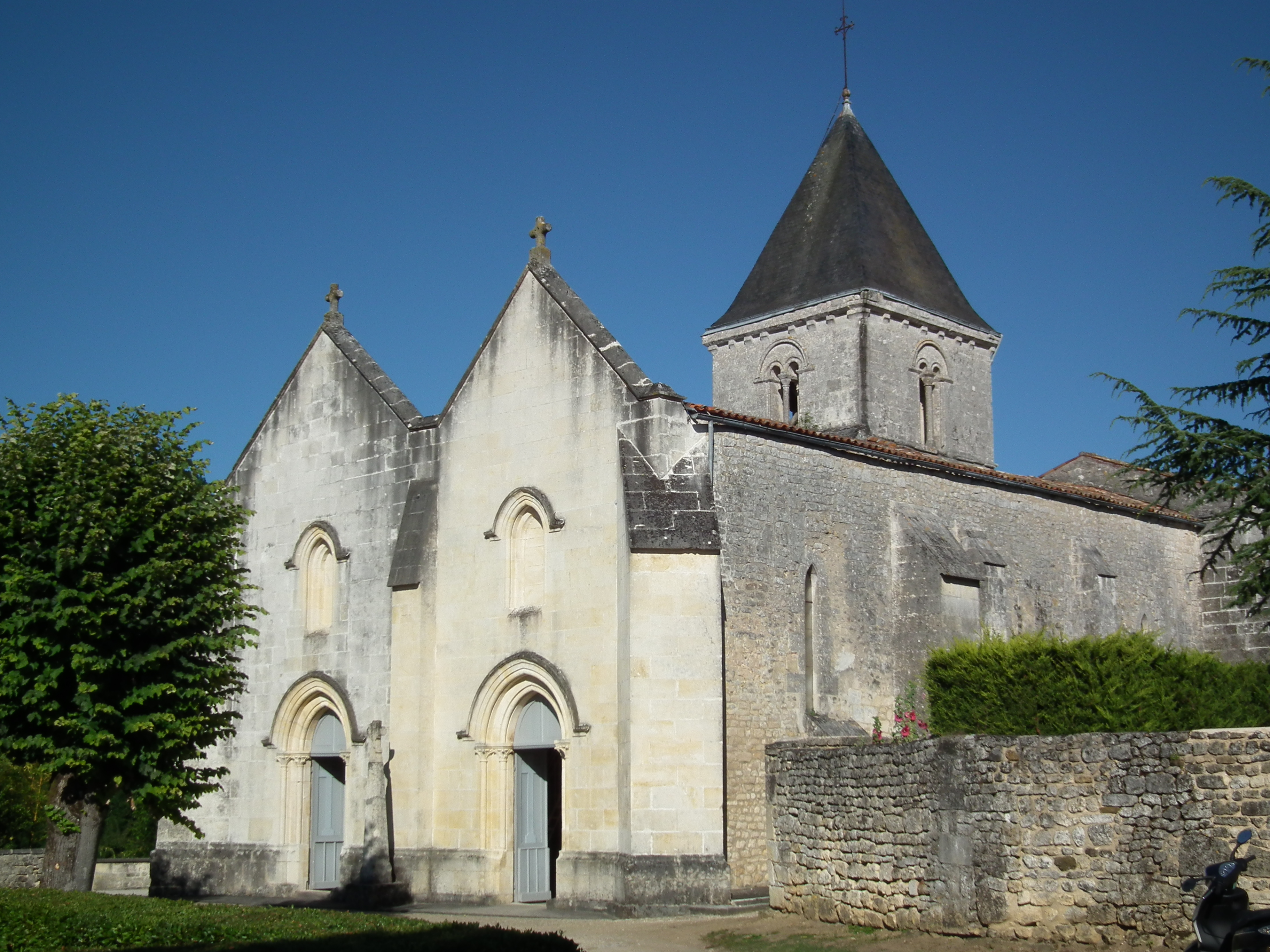
Kerk van Saint-Germain-de-Lusignan

## Geografie
De oppervlakte van Saint-Germain-de-Lusignan bedroeg op 1 januari 2022 18,05 vierkante kilometer; de bevolkingsdichtheid was toen 71,9 inwoners per km².
De onderstaande kaart toont de ligging van Saint-Germain-de-Lusignan met de belangrijkste infrastructuur en aangrenzende gemeenten.

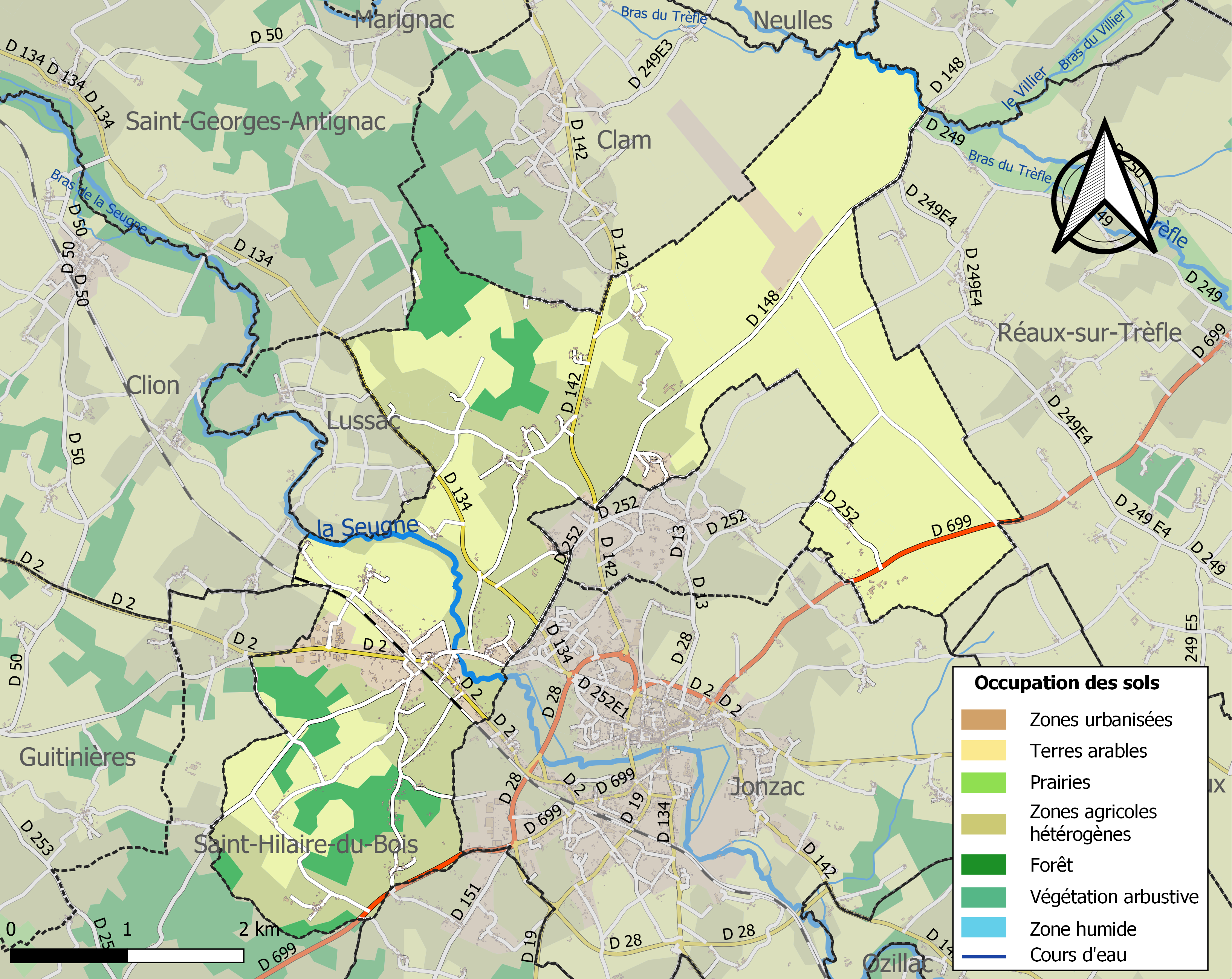

## Demografie
Onderstaande figuur toont het verloop van het inwonertal (bron: INSEE-tellingen).